# Georg von Gayl
Georg Gustav Freiherr von Gayl (Berlin, 25. veljače 1850. – Stolp, 3. svibnja 1927.) je bio njemački general i vojni zapovjednik. Tijekom Prvog svjetskog rata zapovijedao je 10. ersatzkom i 13. landverskom divizijom na Zapadnom bojištu.

## Vojna karijera
Georg von Gayl je rođen 25. veljače 1850. u Berlinu u pruskoj vojničkoj obitelji. Sin je pruskog generala Wilhelma von Gayla i Elise von Dassel. Završio je gimnaziju, te vojnu školu za kadete nakon čega je 1869. stupio u prusku vojsku služeći u 7. tirinškoj pješačkoj pukovniji smještenoj u Geri. S istom tijekom 1870. i 1871. sudjeluje Prusko-francuskom ratu i bitkama kod Beaumonta, Sedana, Saint-Quentina i Pierrefittea, kao i opsadi Pariza. U 7. tirinškoj pješačkoj pukovniji od srpnja 1871. obnaša dužnost pobočnika u III. bojnoj, da bi od siječnja 1872. preuzeo dužnost pobočnika pukovnije. Od listopada 1873. pohađa Prusku vojnu akademiju koju završava u srpnju 1876. kada je promaknut u čin poručnika. Vraća se na službu u 7. tirinšku pješačku pukovniju, gdje služi do prosinca 1877. kada je premješten u Koblenz gdje obnaša dužnost pobočnika u 30. pješačkoj brigadi. Od travnja 1879. raspoređen je na službu u Glavni stožer u Berlinu gdje se nalazi iduće dvije godine, do svibnja 1881., kada je premješten na službu u tjelesnu grenadirsku pukovniju "Kralj Friedrich Wilhelm III". U istoj, nakon što je u kolovozu 1883. unaprijeđen u čin satnika, zapovijeda III. satnijom. Od prosinca 1884. služi u stožeru X. korpusa u Hannoveru, a od svibnja 1886. u stožeru 8. pješačke divizije u Erfurtu gdje obnaša dužnost prvog stožernog časnika.
U ožujku 1889. promaknut je u čin bojnika, te raspoređen na službu u stožer IX. korpusa gdje također obnaša dužnost prvog stožernog časnika. Od studenog 1892. zapovijeda bojnom u 76. pješačkoj pukovniji u Hamburgu gdje je od kolovoza 1894. raspoređen na službu u stožer pukovnije. U međuvremenu je, u svibnju 1894., unaprijeđen u čin potpukovnika. U siječnju 1896. imenovan je načelnikom stožera IX. korpusa, dok je u ožujku 1897. promaknut u čin pukovnika. Od studenog 1898. zapovijeda 2. magdeburškom pješačkom pukovnijom "Princ Luj Ferdinand Pruski" i to do srpnja 1900. kada postaje privremeni zapovjednikom 74. pješačke brigade smještene u Stettinu. Idućeg mjeseca, u kolovozu, unaprijeđen je u čin general bojnika, te upućen u Kinu u stožer Vrhovnog zapovjedništva u Istočnoj Aziji. U istom u travnju 1901. postaje načelnikom, te sudjeluje u gušenju Bokserskog ustanka za što je i odlikovan. Nakon povratka u domovinu u prosincu 1901., imenovan je zapovjednikom 14. pješačke brigade kojom zapovijeda do siječnja 1903. od kada se ponovno nalazi na službi u Glavnom stožeru i to na mjestu prvog stožernog časnika. Istodobno od svibnja 1903. privremeno obnaša i dužnost načelnika stožera I. vojnog okruga u Danzigu. U travnju 1904. promaknut je u čin general poručnika, da bi dvije godine poslije, u veljači 1906., postao zapovjednikom 21. pješačke divizije u Frankfurtu na Majni. Predmetnom divizijom zapovijeda do umirovljenja u ožujku 1908. kada mu je dodijeljen i počasni čin generala pješaštva. Nakon umirovljenja, 1912. imenovan je u pruski Dom lordova, te intenzivno putuje po njemačkim kolonijama. Godine 1913. izabran je za potpredsjednika Njemačkog kolonijalnog društva. 

## Prvi svjetski rat
Na početku Prvog svjetskog rata Gayl je reaktiviran, te raspoređen u Više zapovjedništvo zamjenskih postrojbi. Međutim, 20. kolovoza 1914. imenovan je zapovjednikom novoustrojene 10. ersatzke divizije. Navedena divizija ušla je u sastav 6. armije kojom je na Zapadnom bojištu zapovijedao bavarski princ Rupprecht. Zapovijedajući navedenom divizijom sudjeluje u Bitci u Loreni. Tijekom 1915. s 10. ersatzkom divizijom sudjeluje u borbama između Meuse i Moselle, da bi u ljeto 1916. divizija sudjelovala u Bitci na Sommi. U svibnju 1917. Gayl je stavljen na raspolaganje, da bi u kolovozu iste godine bio imenovan zapovjednikom 13. landverske divizije. S istom u sastavu 18. armije sudjeluje u Proljetnoj ofenzivi u kojoj uspješno zapovijeda grupom divizija nazvanom Grupom Gayl. Za navedeno je 8. svibnja 1918. odlikovan ordenom Pour le Mérite. U rujnu 1918. sudjeluje u njemačkom porazu u Bitci kod St. Mihiela.

## Poslije rata
Nakon završetka rata Gayl je s 2. prosincem 1918. umirovljen. Preminuo je 3. svibnja 1927. godine u 78. godini života u Stolpu.